# 小吞鰩
小吞鰩（學名：Gurgesiella furvescens），為軟骨魚綱鰩目吞鰩科吞鰩屬的一種，分布於東南太平洋加拉巴哥群島與智利中部外海海域，深度179至511公尺，體長可達52公分，棲息在深海海域，為底棲性魚類，屬肉食性，卵生，卵囊有上有堅硬角狀突起，生活習性不明。